# NGC 443
NGC 443 (другие обозначения — IC 1653, ZWG 502.10, UGC 796, 4ZW 42, MCG 5-4-5, NPM1G +33.0038, PGC 4512) — галактика в созвездии Рыбы. Открыта Генрихом Луи Д’Арре в 1861 году, описывается Дрейером как «тусклый, маленький, круглый объект; на 8 минут западнее точно по параллели наблюдается звезда 15-й величины».
Этот объект входит в число перечисленных в оригинальной редакции «Нового общего каталога».
Совместно с туманностью Вуаль NGC 443 является типичным примером радиотуманности. Такие туманности обычно светятся в результате столкновений вещества с окружающей межзвёздной средой и излучают нетепловое радиочастотное излучение.
NGC 443 имеет некоторые проблемы идентификации, так как в этой области неба находится много тусклых объектов. Судя по всему, объект NGC 443 соответствует объекту IC 1653.
Галактика NGC 443 входит в состав группы галактик NGC 452. Помимо NGC 443 в группу также входят ещё 26 галактик.